# Schaffreite

Schaffreite

Eine Schaffreite ist ein Möbelstück zur Aufbewahrung von Lebensmitteln, welches bis ins 19. Jahrhundert in der Schweiz verbreitet war. Typischerweise befinden sich auf der linken Seite mehrere, übereinander angeordnete, kleine Schubladen. Rechts davon befindet sich ein großes abschließbares Fach, welches durch einen oder mehrere Einlegeböden unterteilt ist. Schaffreiten sind teilweise so konstruiert, dass bei abgeschlossener Tür gleichzeitig die Schubladen blockiert werden.